# London Velopark
Il London VeloPark è un polo sportivo dedicato al ciclismo situato nella zona est di Londra, nel borgo di Newham. Fa parte delle sedi permanenti utilizzate durante i Giochi Olimpici e Paralimpici del 2012. L'edificio ha sostituito l'Eastway Cycle Circuit.

## Progettazione
Il progetto di un nuovo polo sportivo per il ciclismo venne annunciato nel 2005. Facevano parte degli investitori Sport England, la Lee Valley Regional Park Authority, la città di Londra e Transport for London. Il sito sarebbe stato di 34 ettari sul margine settentrionale della zona prevista per il Parco Olimpico, vicino all'A12. Il palazzetto avrebbe compreso un velodromo con 1500 posti a sedere, da ampliare per 6000 presenze se Londra si fosse aggiudicata le Olimpiadi 2012. Inoltre vi avrebbero trovato spazio un circuito internazionale di BMX, un parco per BMX freestyle, un percorso per mountain bike e una pista ciclabile all'aperto.
La struttura sarebbe stata usata sia per eventi di rilievo internazionale che per la pratica sportiva dilettantesca. Si stimava un afflusso di 88000 utenti annui, visto che la struttura avrebbe rimpiazzato l'Eastway Cycle Circuit ormai obsoleto. Il team di progettazione fu scelto nel corso del 2007, e il progetto venne reso pubblico l'anno seguente. La ridotta ampiezza (10 ettari rispetto ai 34 previsti) suscitò diffuse proteste presso il Sindaco di Londra. La conclusione dei lavori fu fissata per il 2011. Il costo previsto ammontava a 57 milioni di sterline.

## Velodromo
La costruzione del velodromo è iniziata nel 2007, con un costo stimato di 105 milioni di sterline. I lavori sono stati completati nel febbraio 2011, rendendo il velodromo la prima location del Parco Olimpico ad essere terminata. I laterali dell'edificio sono rivestite completamente permettendo così la vista a 360 gradi del parco olimpico. Il Velodromo è ad alta efficienza energetica: i lucernari riducono la necessità di luce artificiale e la buona ventilazione naturale consente un ottimo risparmio per il sistema di condizionamento. Viene inoltre raccolta l'acqua piovana, diminuendo il fabbisogno idrico della struttura.

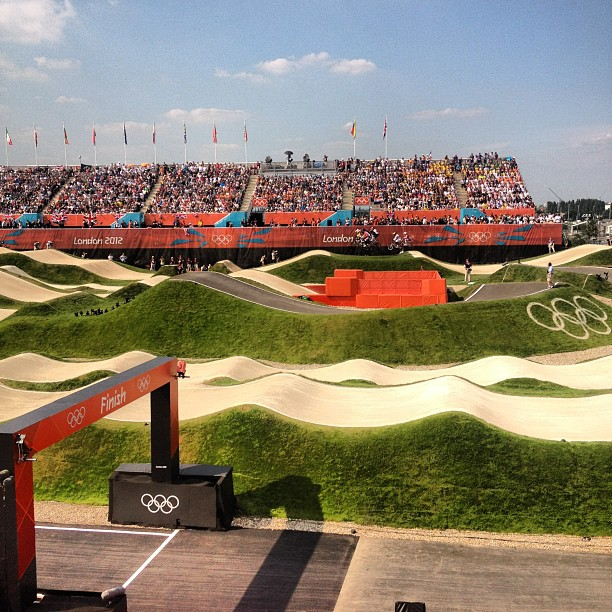
La pista di BMX durante le olimpiadi del 2012

Il Velodromo è stato ufficialmente inaugurato nel febbraio 2011. È noto anche come The Pringle per la sua caratteristica forma. La sede è stata usata per la prima volta in occasione della Coppa del mondo di ciclismo su pista 2011-2012, nel febbraio 2012. Il velodromo è stato utilizzato anche per le Paralimpiadi del 2012.

## Circuito BMX
All'esterno sorgeva un circuito BMX, con una capacità di circa 6000 spettatori, completata nel marzo 2011. La prima gara svolta sul tracciato è stata gara di Coppa del Mondo BMX Supercross 2011. La pista per gli uomini era lunga 470 m, quella per le donne 430 m. Conclusi i Giochi olimpici le tribune sono state rimosse e la pista riadattata per essere adatta a tutti.